# Броньована інженерна машина
Броньована інженерна машина (БІМ) — узагальнена назва спеціалізованої бойової техніки, на гусеничній або колісній базі, основним завданням якої є інженерне забезпечення загальновійськових підрозділів безпосередньо в бою. Знаходиться на озброєнні інженерних військ багатьох зарубіжних арміях. Ці машини, як правило створюються на базі танків, мають бульдозерне обладнання, екскаваторною стрілою, кран, лебідку, може буксирувати причепи, перевозити і запускати подовжені заряди розмінування та виконувати інші інженерні роботи.

## Зміст
Броньована інженерна техніка включає:
- засоби інженерної розвідки;
- машини для підготовки і утримання військових шляхів (для подолання загороджень і вузьких перепон, різні дорожні машини);
- землерийні машини, переправні засоби, мостобудівні засоби, загороджувачі мінні, вантажопідйомні, електротехнічні, лісозаготовчі та лісопильні засоби, засоби водопостачання, маскувальні засоби, засоби подолання мінно-вибухових загороджень тощо.

Існують такі види броньованих інженерних машин
- Броньована або Інженерна машина розгородження (інша назва Інженерний танк чи Саперний танк)
- Танковий мостоукладальник
- Трал танковий
- Гусеничний мінний загороджувач
- Землерийна машина

## Галерея

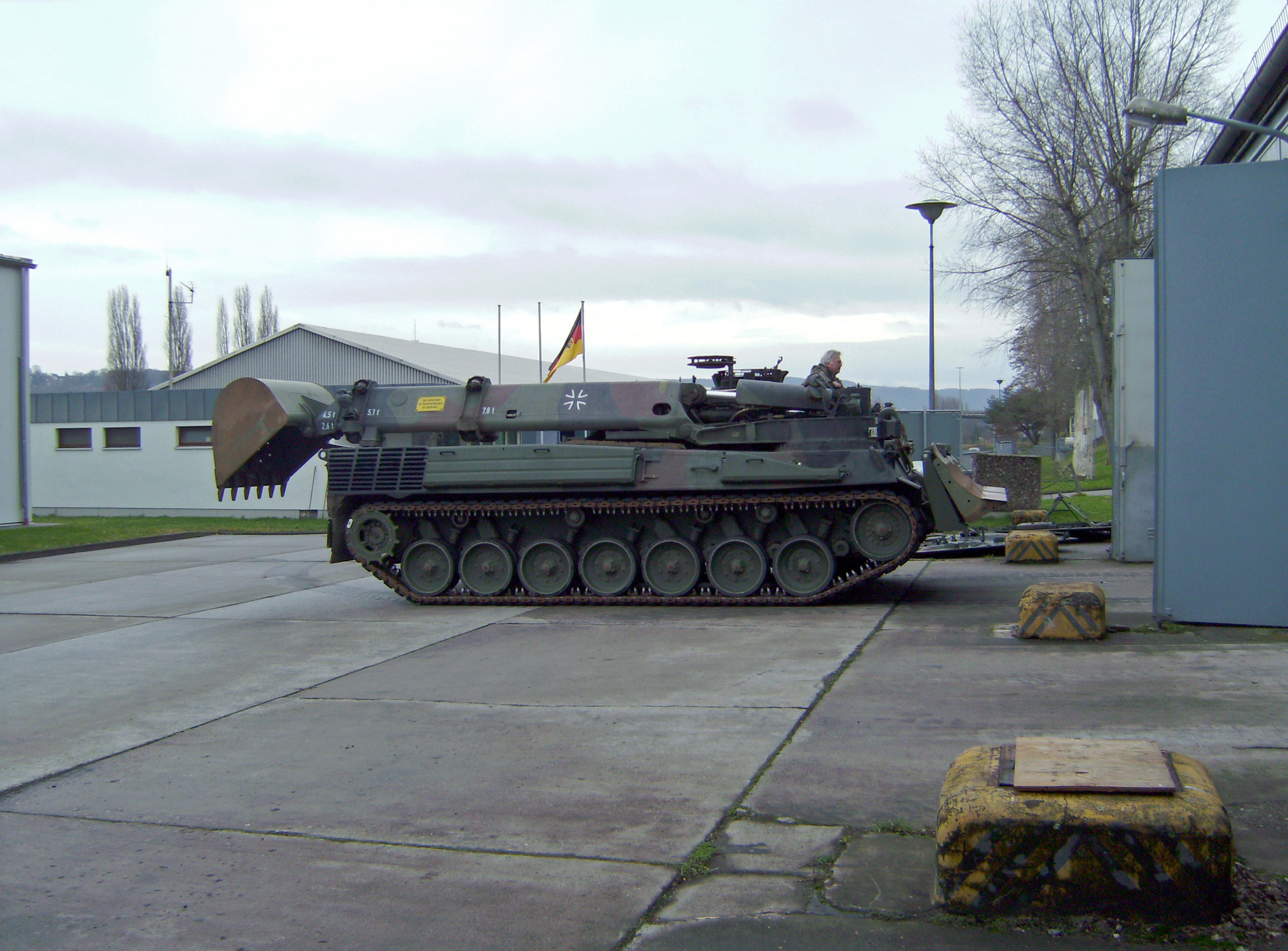
Німецька Dachs
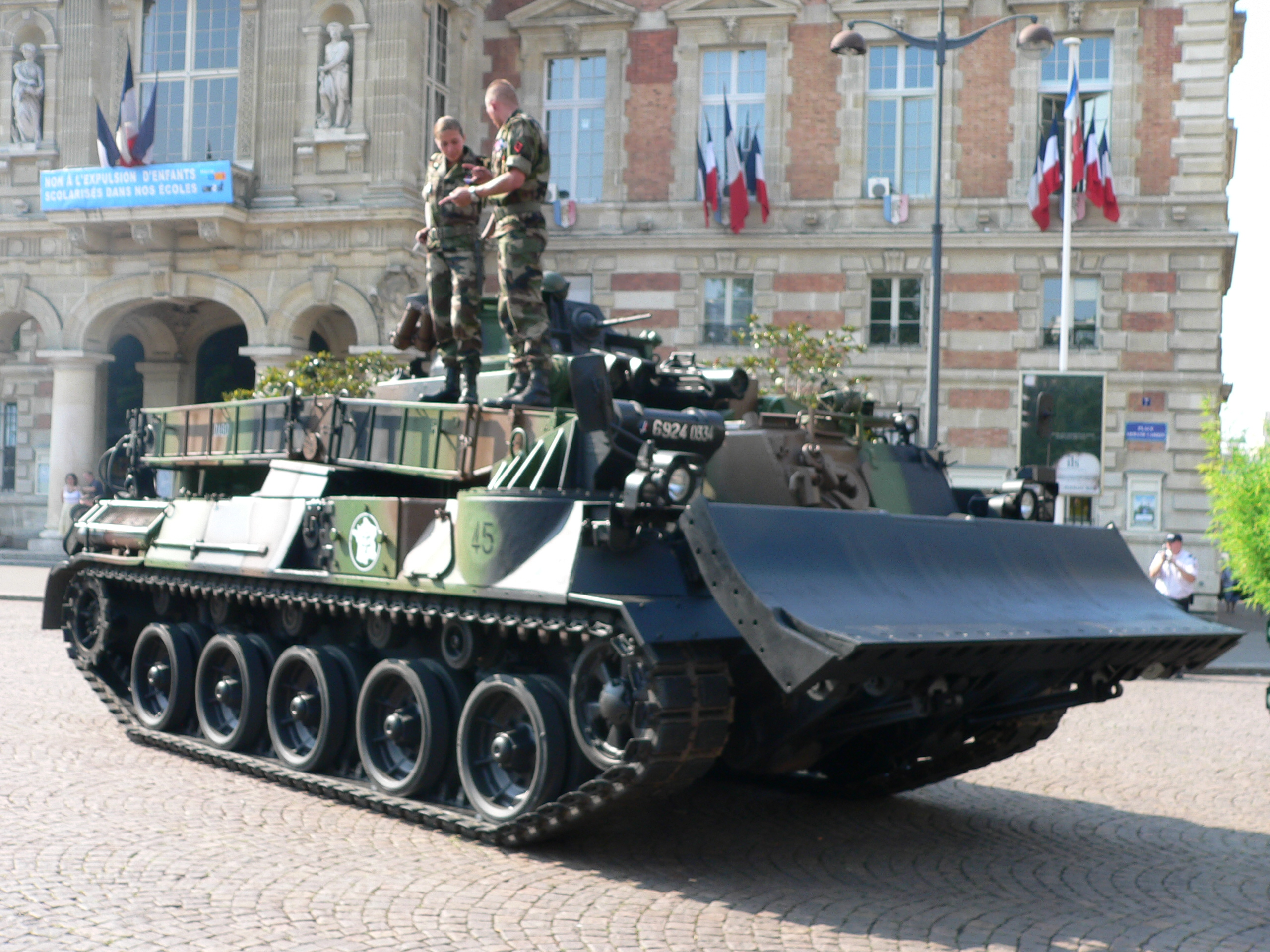
Французька гусенична Engin Blindé du Génie
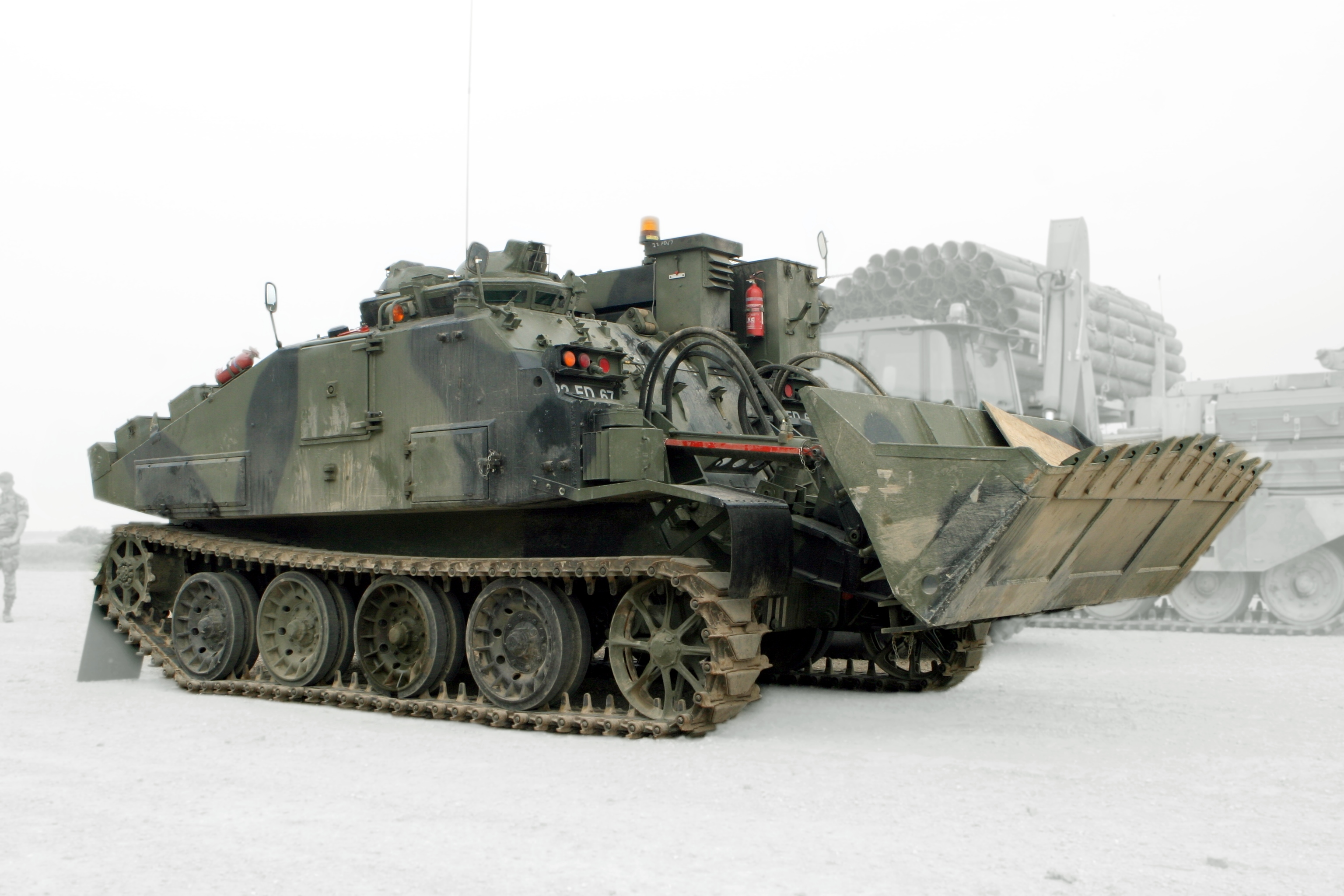
Американська FV180
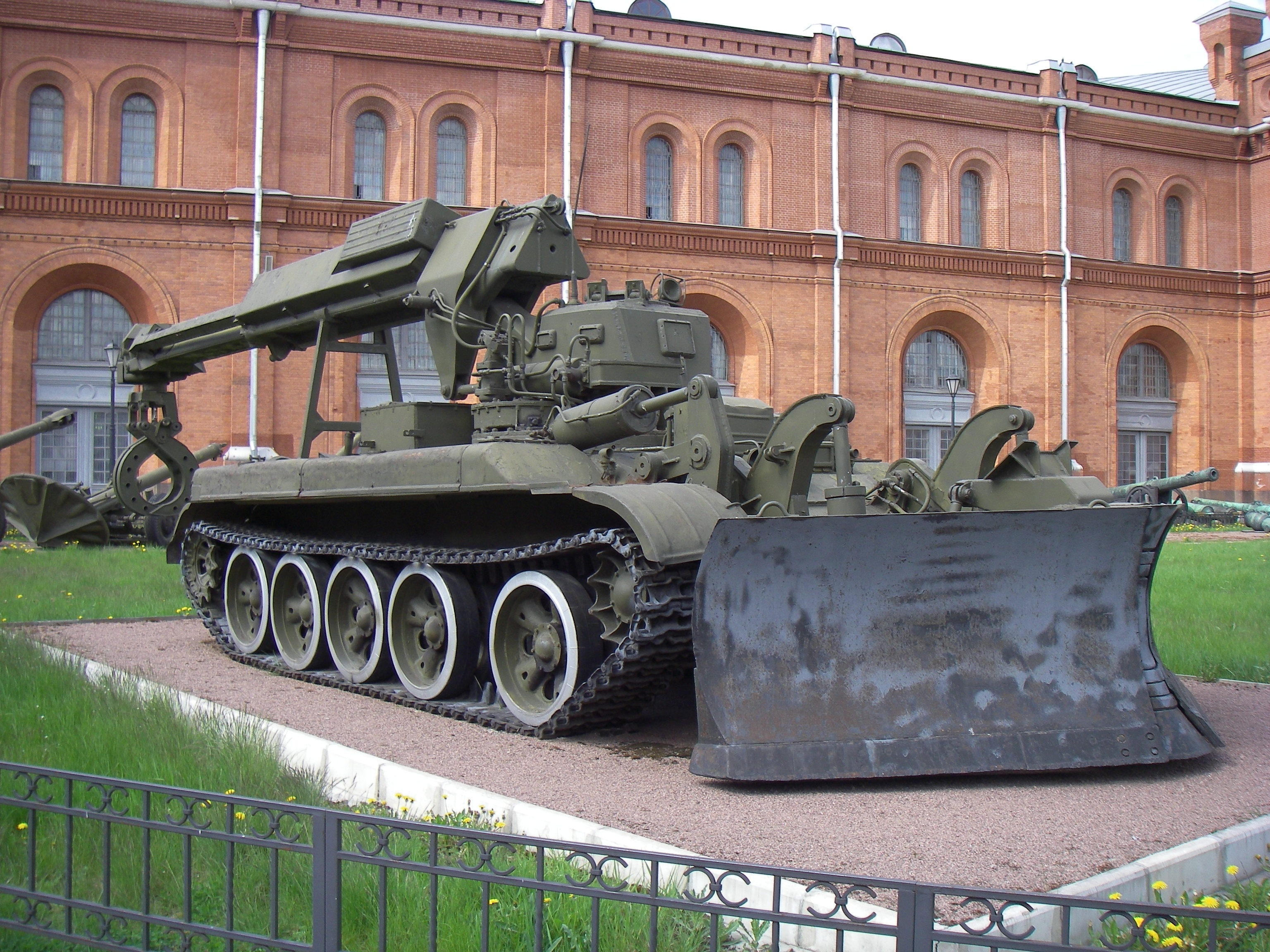
Радянська інженерна машина розгородження ІМР-1
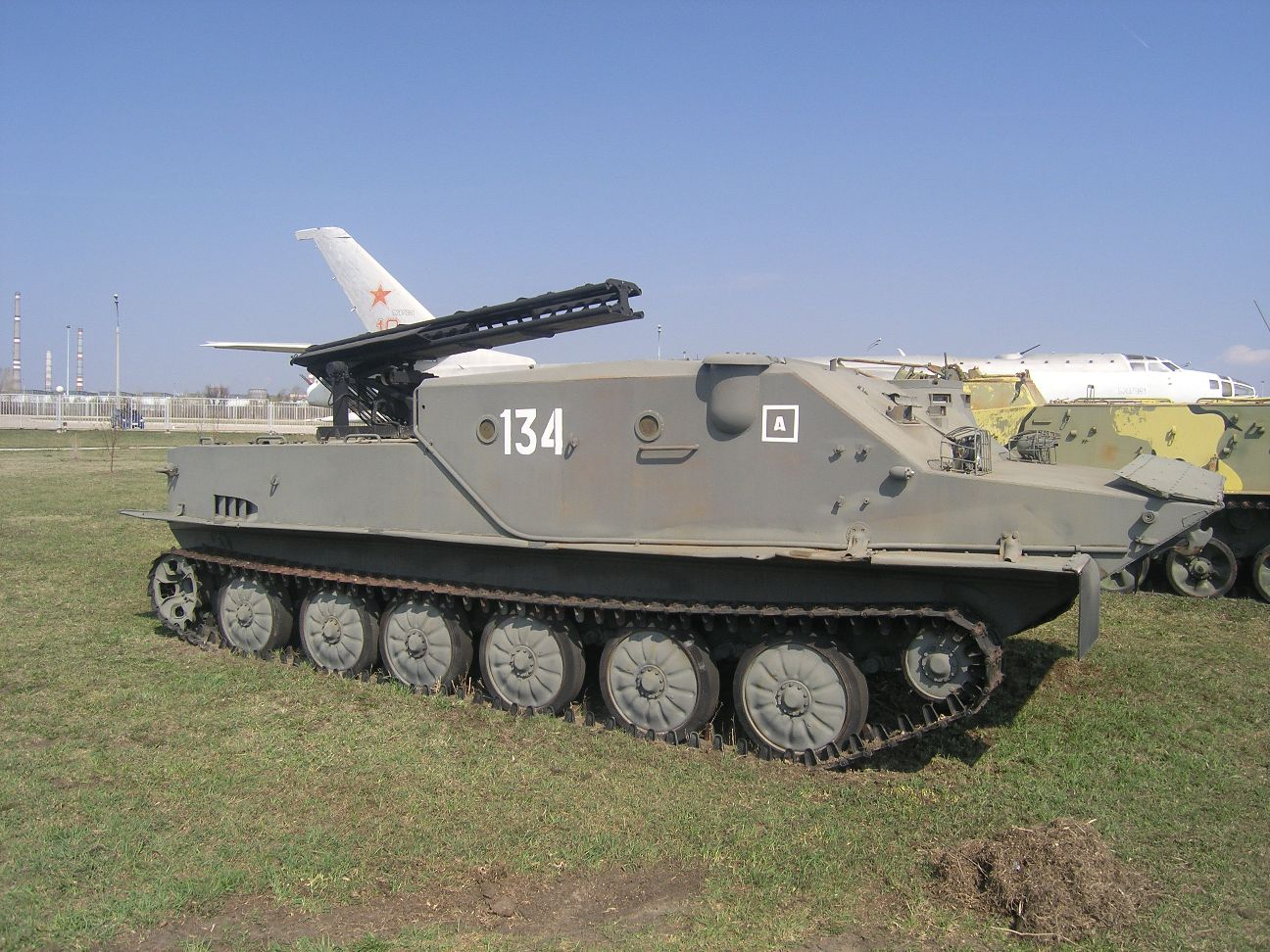
Радянська УР-67
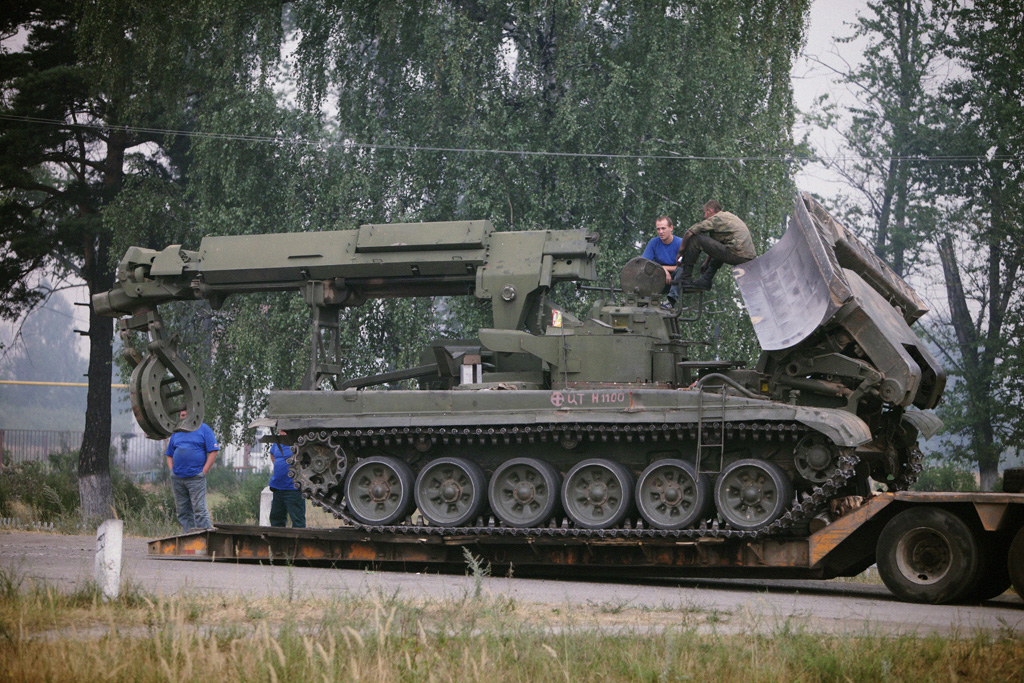
Радянська ІМР-2
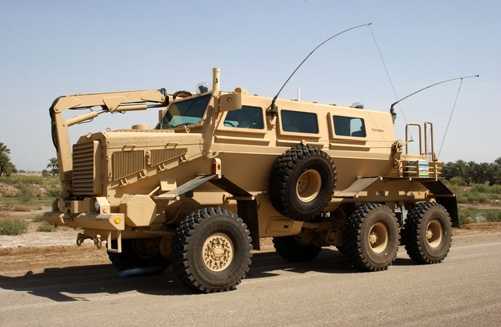
Американська колісна Buffalo MPV
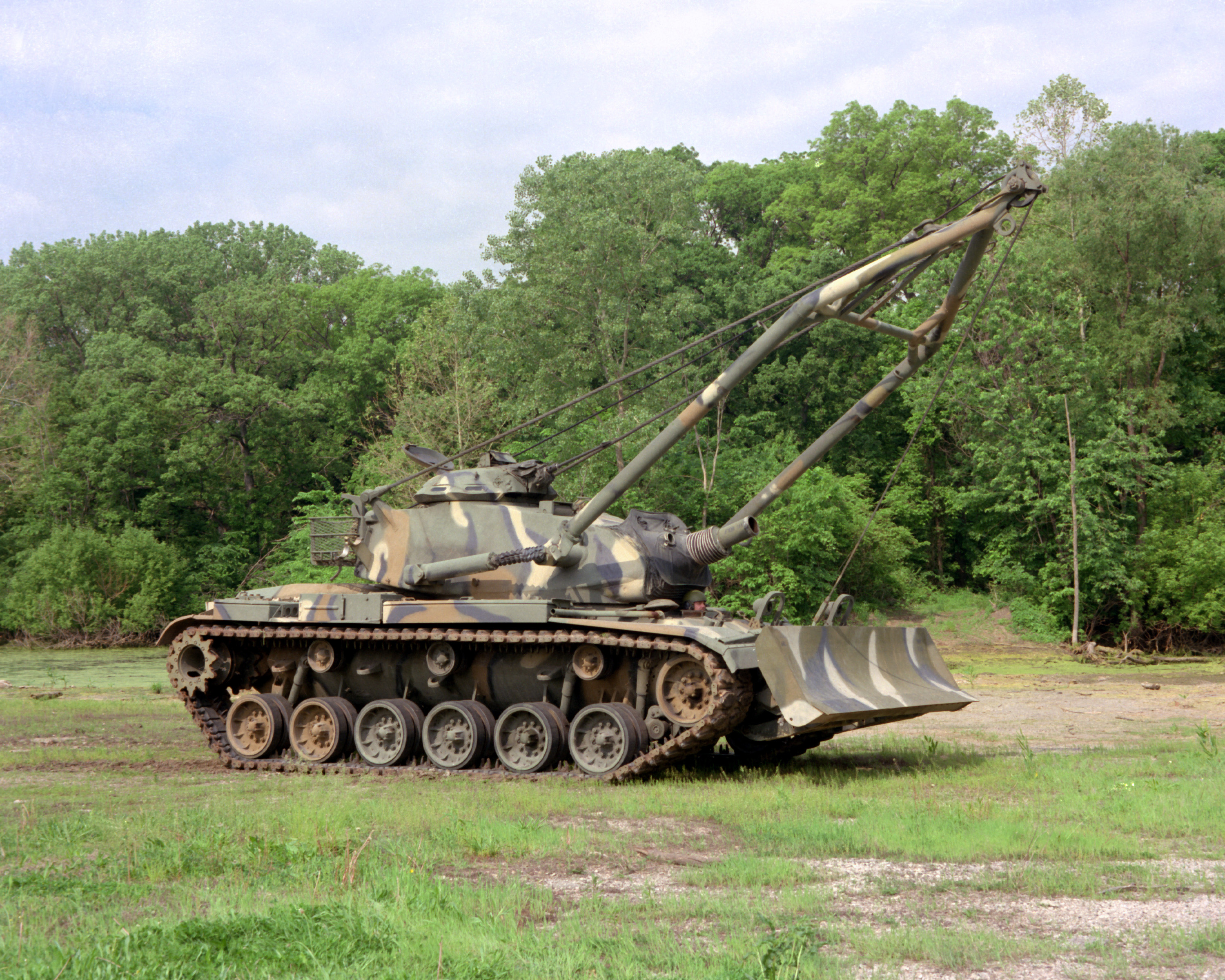
Американська інженерна машина M728
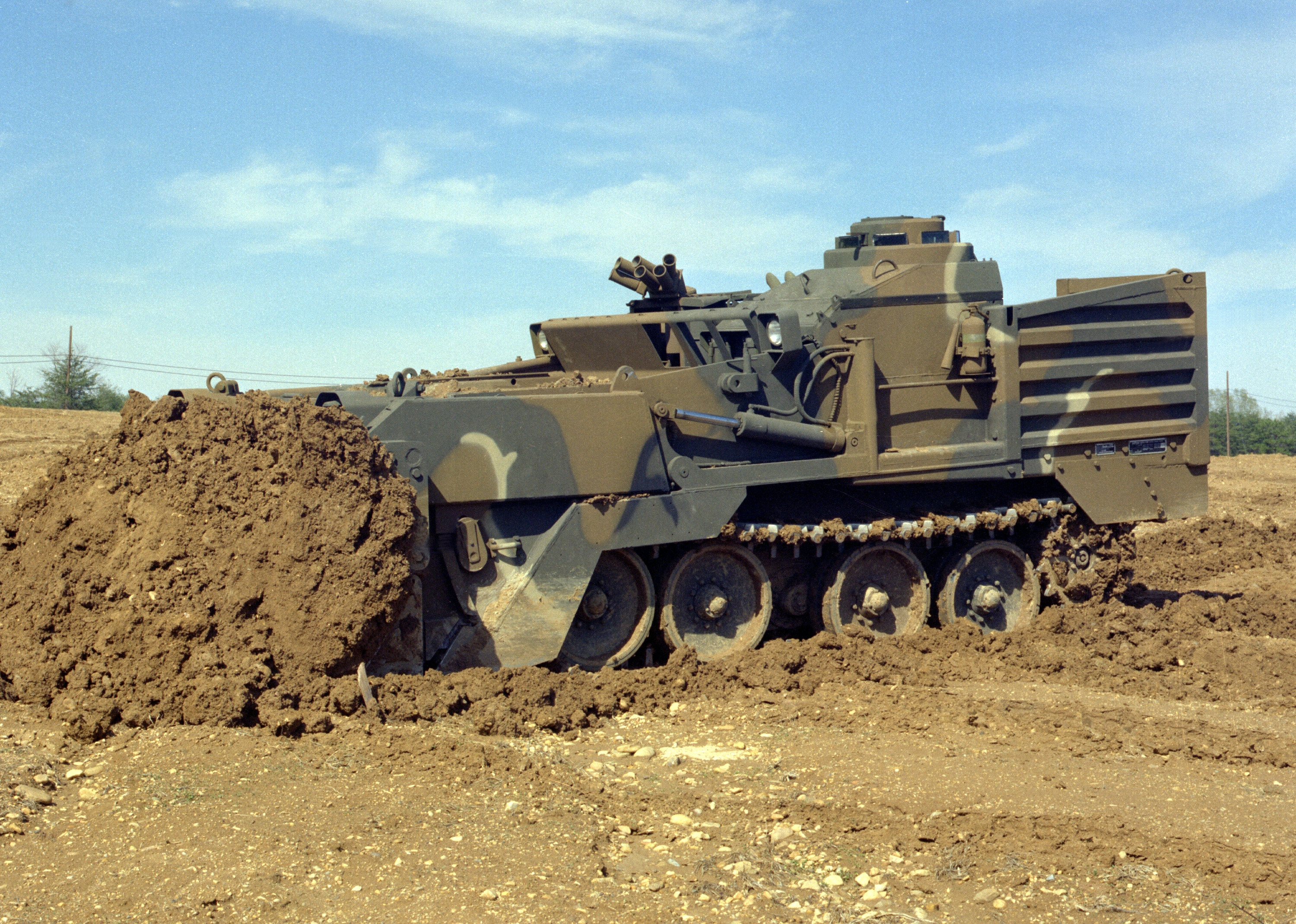
Американська землерійна машина M9 ACE
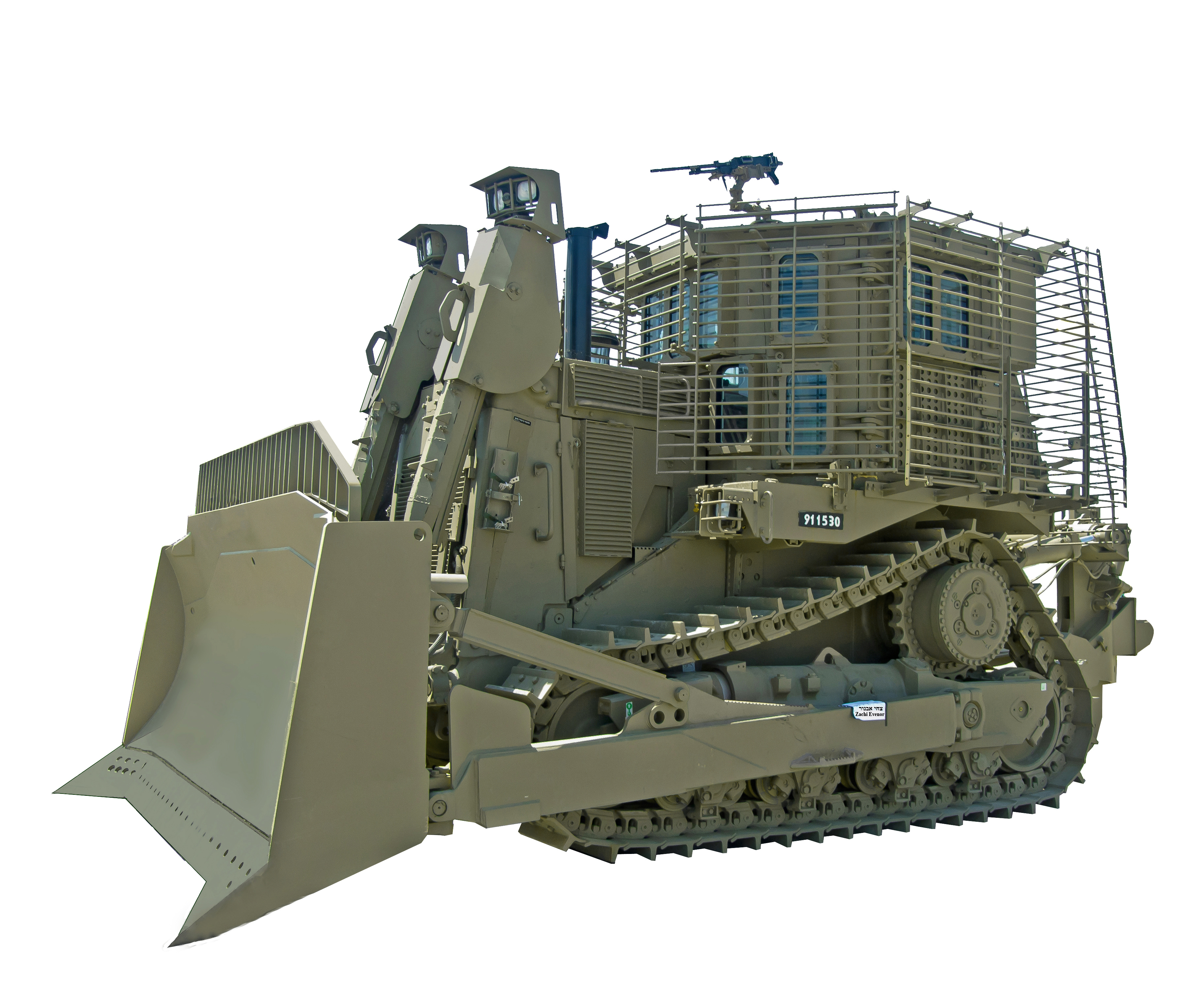
Ізраїльська БІМ CAT D9
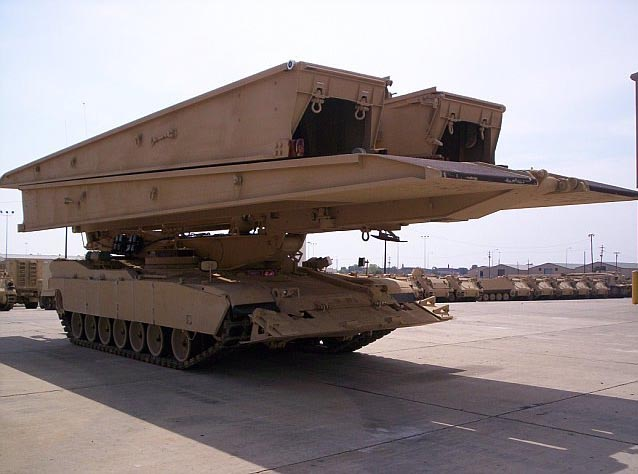
Американська M104 «Волверін»
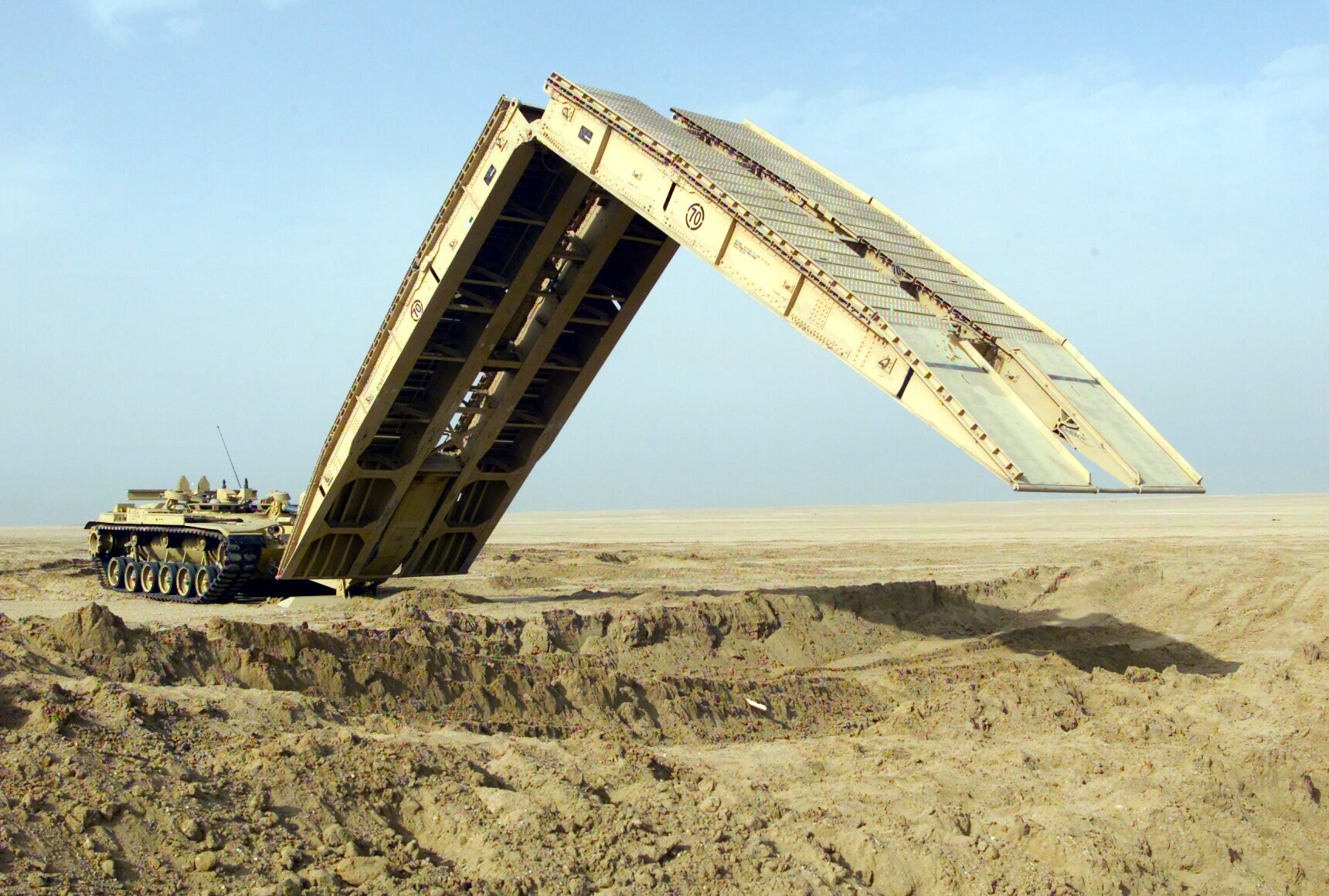
Американський танковий мостоукладальник M60 AVLB
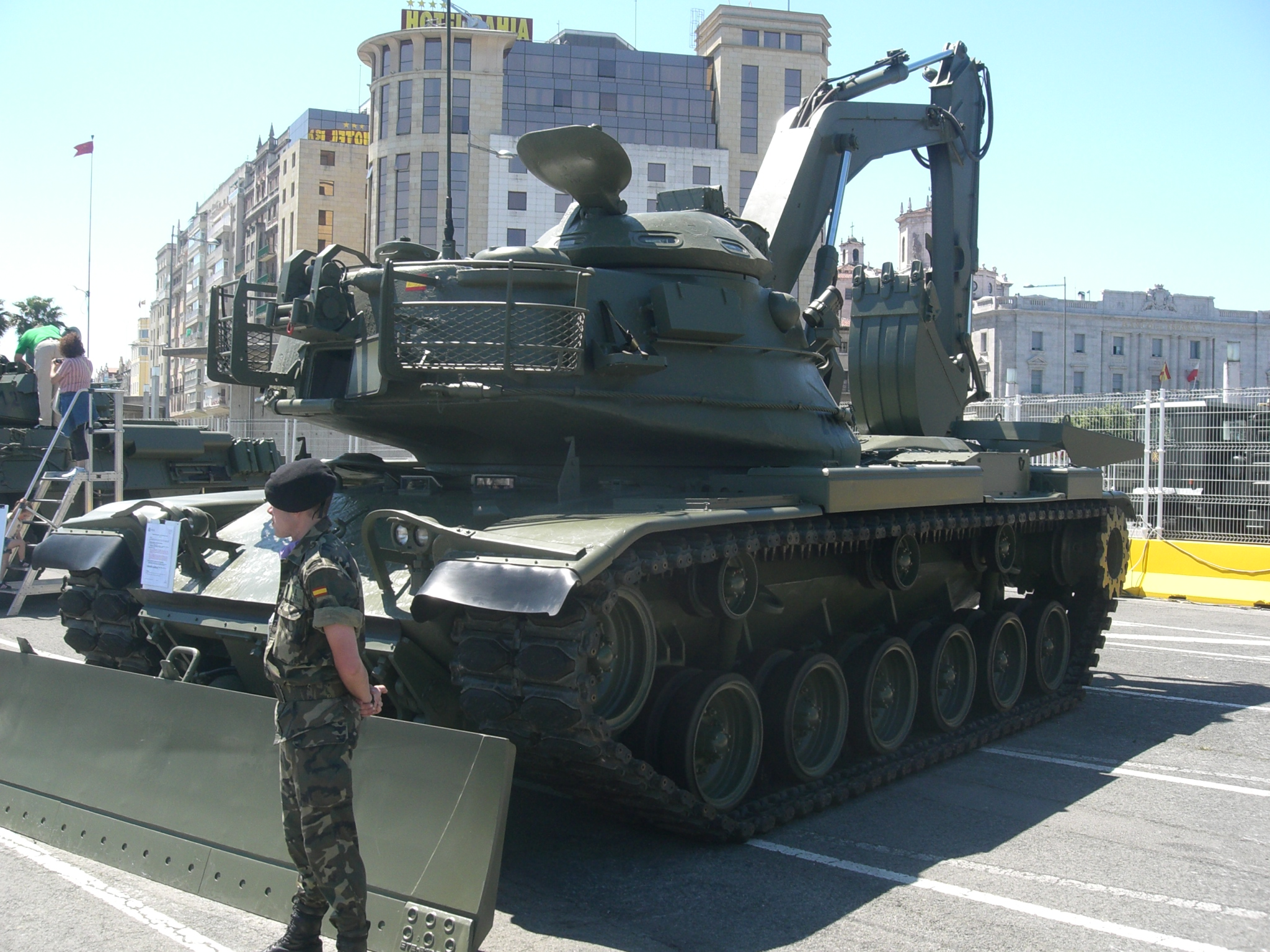
Іспанська гусенична інженерна машина CZ 10/25E Alacrán